# Troitse-Sergieva Lavra
De Troitse-Sergieva Lavra (Russisch: Тро́ице-Се́ргиева ла́вра), het Klooster van de Heilige Drie-eenheid en de Heilige Sergej, is het belangrijkste kloostercomplex (lavra) van de Russisch-Orthodoxe Kerk. Het is de zomerresidentie van de patriarchen van Moskou en wordt door veel Russen gezien als het Russische Vaticaan. Het kloostercomplex in Sergiev Posad, ongeveer 70 kilometer ten noorden van Moskou, staat sinds 1993 op de Werelderfgoedlijst van UNESCO.

## Geschiedenis
De Troitse-Sergieva Lavra werd gesticht in 1345 door de heilige Sergius van Radonezj, die een houten kerk bouwde ter ere van de heilige drie-eenheid. Rond de kerk ontstond een kloostergemeenschap die model stond voor de honderden Russisch-orthodoxe kloosters die daarna werden gesticht.
In 1422, het jaar dat Sergej van Radonezj heilig verklaard werd, werd zijn houten kerk vervangen door de Kathedraal van de Heilige Drie-eenheid, gebouwd door een groep Servische monniken die na de Slag op het Merelveld naar het klooster waren gevlucht. De kathedraal bevat de relikwieën van de heilige Sergej en fresco's door beroemde iconenschilders als Andrej Roebljov. De Moskovische vorsten werden gedoopt in de kathedraal.
In opdracht van Ivan III werd in 1476 de Kerk van de Heilige Geest gebouwd. De Kathedraal van de Maria-Tenhemelopneming, in 1559-1585 gebouwd in opdracht van Ivan de Verschikkelijke, is veel groter dan de gelijknamige kathedraal in de Kremlin van Moskou die er model voor stond. In de kathedraal werd onder andere Boris Godoenov begraven.
Andere bekende gebouwen in het complex zijn het 17e-eeuwse keizerlijke paleis, de Kerk van de Geboorte van Johannes de Doper (1693–1699) die in opdracht van de Stroganovs gebouwd werd en een toren van 88 meter met een carillon van 42 klokken, gebouwd in 1740-1770. Een andere toren uit de 18e eeuw, de zogenaamde Eendentoren, heeft een torenbekroning naar ontwerp van Pieter Post; het is een kopie van de stadhuistoren van Maastricht.
Van 23 september 1608 tot 12 januari 1610, tijdens de Pools-Moskovitische Oorlog, belegerde een Pools-Litouws leger het klooster, maar het lukte de Polen niet het klooster in te nemen.
Na de Russische Revolutie sloot de bolsjewistische regering in 1920 het klooster. Veel van de kunstschatten in het complex werden vernietigd of verdwenen naar andere collecties. Na de Tweede Wereldoorlog werd de lavra teruggeven aan de Russisch-orthodoxe kerk. Het complex diende tot 1983 als zetel van de patriarchen van Moskou.
|  |